# John D. Roberts
John D. Roberts (8 tháng 6 năm 1918 - 29 tháng 10 năm 2016) là nhà hóa học người Mỹ đã có những đóng góp vào việc hợp nhất hóa lý, phổ học và hóa học hữu cơ để hiểu rõ các tốc độ phản ứng hóa học.

## Cuộc đời và Sự nghiệp
Roberts đậu bằng cử nhân năm 1941 và bằng tiến sĩ năm 1944, đều ở Đại học California tại Los Angeles. Ông đã đảm nhiệm nhiều chức vụ ở Học viện Công nghệ California, trong đó có chức trưởng phân ban Hóa học và Công trình Hóa học từ năm 1963 tới 1968, khoa trưởng Phân khoa từ năm 1980 tới 1983 và giáo sư danh dự (emeritus) Hóa học. Ông được coi là người đã đưa một nữ sinh viên tốt nghiệp đầu tiên vào phân khoa hóa học của Học viện Công nghệ California khi ông chuyển từ Học viện Công nghệ Massachusetts sang.

## Giải thưởng và Vinh dự
- Huy chương Priestley năm 1987
- Huy chương Khoa học quốc gia năm 1990
- Huy chương Glenn T. Seaborg năm 1991
- Giải Hóa học của Viện Hàn lâm Khoa học quốc gia Hoa Kỳ năm 1999
- Tiến sĩ danh dự của Đại học München, Đại học Temple và Đại học Notre Dame.